# Chrysogorgia excavata
Chrysogorgia excavata är en korallart som beskrevs av Kükenthal 1908. Chrysogorgia excavata ingår i släktet Chrysogorgia och familjen Chrysogorgiidae. Inga underarter finns listade i Catalogue of Life.